# جيرلز جاردن
جيرلز جاردن (بالإنجليزية:Girl's Garden: باليابانية:ガールズガーデン) لعبة فيديو صدرت فقط في اليابان عام 1984  تم تطويرها ونشرها من قبل سيجا وتعمل على جهاز سيجا جيم 1000.